# Laurits Jensen (bokser)
 Der er flere personer med dette navn, se Laurits Jensen.
Laurits Jensen (født 25. juli 1946, død 1. juni 2020) er en tidligere dansk bokser i letmellemvægt.
Som amatør boksede Laurits Jensen for bokseklubben Randers AC. Han vandt det jyske mesterskab i letmellemvægt i 1971 og 1973 og blev dansk mester i klassen i 1973. Samme år blev han udtaget til europamesterskaberne i amatørboksning, der blev afholdt i Beograd i det daværende Jugoslavien. Ved EM vandt Laurits Jensen sin første kamp med dommerstemmerne 3-2 over tyrkeren Durmus, men han var ikke i stand til at stille op til den efterfølgende kvartfinale og udgik herefter af turneringen. Efter EM blev Laurits Jensen professionel hos Mogens Palle sammen med sin klubkammerat Poul Knudsen.
Laurits Jensen debuterede som professionel den 6. december 1973 mod italieneren Lorenzo Nardillo med en pointsejr. I sin tredje kamp vandt Laurits Jensen over den italieneren Giampaolo Piras, der i sin karriere præsterede kun at vinde 4 ud af 76 kampe. Laurits Jensen blev den 5. september 1974 matchet mod ireren Pat McCormack, der på tidligere besøg i Danmark havde besejret Børge Krogh, Jørgen Hansen og Erkki Meronen. McCormack havde inden kampen netop vundet det britiske mesterskab i letweltervægt, og Laurits Jensen inkasserede karrierens største sejr, da han vandt kampen på teknisk knockout i 2. omgang. Laurits Jensen besejrede endvidere franskmanden Francis Vermandere, der kort forinden havde været fransk mester i letmellemvægt. 
Laurits Jensen led sit eneste nederlag i karrieren, da han blev stoppet i 3. omgang af tyskeren Wolfgang Gans den 6. maj 1975 i Holstebrohallen. Kampen blev Laurits Jensens sidste.
Laurits Jensen fik 9 kampe, hvor af de 8 blev vundet (3 før tid) og 1 tabt.